# ويس غراهام
ويس غراهام (بالإنجليزية: Wes Graham)‏ هو عالم حاسوب كندي، ولد في 17 يناير 1932 في Urban neighbourhoods of Sudbury ‏ في كندا، وتوفي في 20 أغسطس 1999 في واترلو في كندا.